# Lída Baarová
Lída Baarová  (Praag, 14 september 1914 – Salzburg, 27 oktober 2000) was een Tsjechisch actrice, die een affaire had met Joseph Goebbels. Ze werd geboren als Ludmila Babková en studeerde aan het Praagse conservatorium. Haar eerste filmrol kreeg ze op zeventienjarige leeftijd.
Nadat Joseph Goebbels haar had opgezocht bij acteur Gustav Fröhlich, werd zij de minnares van de propagandaleider van het Reich. De relatie werd ook publiekelijk besproken. Goebbels was bereid van Magda Goebbels te scheiden vanwege Baarová. Pas op instigatie van haar maakte Hitler in 1938 een einde aan de relatie.
Baarová vluchtte naar Praag en later naar Italië waar ze weer enkele filmrollen speelde. Na de Tweede Wereldoorlog hervatte ze met wisselend succes haar carrière in Oostenrijk en West-Duitsland.

## Filmografie
- Sladké hořkosti Lídy Baarové (Lída Baarová's Bittersweet Memories, 1995): Documentaire
- The Bitter Tears of Petra von Kant (1970)
- Il cielo brucia (The Sky Burns, 1957)
- Retorno a la verdad (The Truth Will Set You Free, 1957)
- El Batallón de las sombras (The Forgotten Ones, 1957)
- Rapsodia de sangre (Ecstasy, 1957)
- Todos somos necesarios (We All Matter, 1956)
- Viaje de novios (Honeymoon, 1956)
- La Mestiza (The Mestiza, 1956)
- Miedo (The Fear, 1956)
- Gli innocenti pagano (What Price Innocence? 1953)
- Pietà per chi cade (Compassion, 1953)
- I vitelloni (The Loafers, 1953)
- La vendetta di una pazza (Revenge of a Crazy Girl, 1952)
- Carne inquieta (Restless, 1952)
- Gli amanti di Ravello (The Lovers of Ravello, 1950)
- La Bisarca (1950)
- Vivere ancora (Still Alive, 1944)
- L' Ippocampo (The Sea-Horse, 1944)
- Il Cappello da prete (Priest's Hat, 1944)
- Ti conosco, mascherina! (Masked Girl, Recognized!, 1943)
- Grazia (The Charming Beauty, 1943)
- Turbína (Turbine, 1941)
- Paličova dcera (Arsonist's Daughter, 1941)
- Za tichých nocí (In the Still of the Night, 1941)
- Dívka v modrém (Girl in Blue, 1940)
- Život je krásný (Life Is Beautiful, 1940)
- Artur a Leontýna (Arthur and Leontine, 1940)
- Ohnivé léto (Fiery Summer, 1939)
- Die Geliebte (Love of my Life, 1939)
- Männer müssen so sein (Men Are That Way, 1939)
- Maskovaná milenka (Masked Paramour, 1939)
- Liebeslegende (Love Story, 1938)
- Der Spieler - Roman eines Schwindlers (Gambler's Story, 1938)
- Die Fledermaus (The Bat, 1937)
- Die Kronzeugin (The Chief Witness, 1937)
- Panenství (Virginity, 1937)
- Lidé na kře (People on the Floating Ice, 1937)
- Patrioten (Patriots, 1937)
- Unter Ausschluss der Öffentlichkeit (Private Show, 1937)
- Komediantská princezna (Gypsy Princess, 1936)
- Švadlenka (The Seamstress, 1936)
- Die Stunde der Versuchung (The Hour of Temptation, 1936)
- Verräter (Traitor, 1936)
- Barcarole (Boatman's Song, 1935)
- Leutnant Bobby, der Teufelskerl, (Lieutenant Bobby, the Daredevil, 1935)
- Einer zuviel an Bord (The Fifth-Wheel, 1935)
- Grandhotel Nevada, (Grand Hotel Nevada, 1934)
- Dokud máš maminku (As Long as your Mother is Alive, 1934)
- Zlatá Kateřina (Golden Kate, 1934)
- Na růžích ustláno (Easy Life, 1934)
- Pán na roztrhání (A Popular Guy, 1934)
- Pokušení paní Antonie (Antonia's Temptation, 1934)
- Její lékař (The Physician, 1933)
- Sedmá velmoc (The Seventh Superpower, 1933)
- Okénko (The Window, 1933)
- Madla z cihelny (The Brickmaker's Daughter, 1933)
- Jsem děvče s čertem v těle (Funky Girl, 1933)
- Funebrák (The Undertaker, 1932)
- Malostranští mušketýři (Prague's Musketeers, 1932)
- Růžové kombiné (The Pink Slip, 1932)
- Šenkýřka u divoké krásky (Waitress at the Wild Beauty's Bar, 1932)
- Lelíček ve službách Sherlocka Holmese (Lelíček in Sherlock Holmes' Service, 1932)
- Zapadlí vlastenci (Forgotten Patriots, 1932)
- Kariéra Pavla Čamrdy (Pavel Čamrda's Career, 1931)
- Obraceni Ferdyše Pištory (Conversion of Fred Pištora, 1931)

- Biblioteca Nacional de España: XX6080972
- Bibliothèque nationale de France: cb16559816n (data)
- Gemeinsame Normdatei: 121306208
- International Standard Name Identifier: 0000 0000 7373 5260
- Library of Congress Control Number: n83142063
- Nationale Bibliotheek van Tsjechië: jn19990201010
- SNAC: w6dr2sh4
- Système universitaire de documentation: 145505820
- Virtual International Authority File: 30389272
- WorldCat: E39PBJt3T4dYhdYFPhdYDTQQbd